# Алжир на Светском првенству у атлетици у дворани 2022.
Алжир је учествовао на18. Светском првенству у атлетици у дворани 2022. одржаном у Београду од 18. до 20. марта четрнаести пут. Репрезентацију Алжира представљала су 2 учесника који су се такмичили у две дисциплине.,
На овом првенству такмичари из Алжира нису освојио ниједну медаљу нити је постигнут неки рекорд.

## Учесници
Мушкарци:
- Јамал Сајати — 800 м
- Јасер Мохамед Трики — Троскок

## Резултати

### Мушкарци
| Атлетичар           | Дисциплина | Лични рекорд | Квалификације | Квалификације | Финале               | Финале       | Детаљи |
| Атлетичар           | Дисциплина | Лични рекорд | Резултат      | Место         | Резултат             | Место        | Детаљи |
| ------------------- | ---------- | ------------ | ------------- | ------------- | -------------------- | ------------ | ------ |
| Јамал Сајати        | 800 м      | 1:44,91      | 1:49,22       | 3. у гр. 3    | Није се квалификовао | 10 / 23 (24) |        |
| Јасер Мохамед Трики | Троскок    | 17,43 о      |               |               | 16,42                | 10 / 12 (13) |        |